# Camponotus penninervis
Espèce
Camponotus penninervis est une espèce fossile d'insectes hyménoptères fourmis de la tribu des Camponotini (sous-famille des Formicinae).

## Classification
L'espèce Camponotus penninervis est décrite en 1937 par le paléontologue français Nicolas Théobald (1903-1981) dans sa thèse,. 

### Fossiles
L'holotype A63 ♂, de l'ère Cénozoïque, et de l'époque Stampien (33,9 à 28,1 Ma) vient des collections de l'Institut géologique de Lyon et du gypse d'Aix-en-Provence.

### Confirmation du genre
En 2012 le myrmécologue anglais Barry Bolton confirme l'appartenance de cette espèce au genre Camponotus,.

### Étymologie
L'épithète spécifique peninervis signifie en latin « nerfs de la plume ».

## Description

### Caractères
La diagnose de Nicolas Théobald en 1937, : Pour l'holotype mâle A63 

« Insecte noir à ailes claires. Tête quadrangulaire, coins postérieurs arrondis, tronquée à l'avant ; ni yeux ni ocelles visibles ; antennes bien conservées, coudées ; scape long; funicule filiforme ; onze articles, de plus en plus courts, à l'exception du dernier qui est plus long. Thorax ovale. Pétiole court, formé d'un seul segment. abdomen ovale, cinq segments visibles. Pattes fortes, assez longues. Ailes transparentes ; nervation bien conservée, identique à celle du g. Camponotus actuel. ».

### Dimensions
La longueur totale est de 6 mm.

### Affinités
« Les caractères de cet échantillon l'attribuent avec certitude au g. Camponotus. Le plus voisin parmi les Insectes actuels, nous semble être C. binghami Forel des Indes. Se distingue de C. mengei Mayr de l'ambre de la Baltique par sa taille moindre. ».

## Galerie
| - Ouvrières Camponotus aethiops. - Fourmi géante Camponotus gigas, parc national de Gunung Mulu, Sarawak, île de Bornéo, Malaisie. - Vue de profil : Camponotus herculeanus. - Fourmi charpentière Camponotus ligniperda. - Vue de profil : Camponotus piceus. |

### Publication originale
- [1937] Nicolas Théobald, « Les insectes fossiles des terrains oligocènes de France 473 p., 17 fig., 7 cartes,13 tables, 29 planches hors texte », Bulletin Mensuel de la Société des Sciences de Nancy et Mémoires de la Société des sciences de Nancy, Imprimerie G. Thomas,‎ 1937, p. 1-473 (ISSN 1155-1119 et 2263-6439, OCLC 786027547). .